# Štadión Myjava
Das Štadión Myjava ist ein Fußballstadion in der slowakischen Stadt Myjava am Fuß der Weißen Karpaten. Es ist die sportliche Heimat des Fußballvereins TJ Spartak Myjava.

## Geschichte
Der Aufstieg 2012 von Spartak Myjava machte einen Umbau des Stadions nötig, um es den Anforderungen der ersten Liga anzupassen. Vor den Bauarbeiten bestand die Spielstätte aus der Haupttribüne und dem Gästeblock. An der Süd- und Ostseite befanden sich rasenbewachsene Stehtraversen. Auf der Ostseite gab es wenige, auf drei Stufen aus Beton errichtete, Steh- und Sitzplätze. Umlaufend trennte eine Betonbarriere die Zuschauer vom Spielfeld.
Die bestehende Hauptrang A erhielt unter anderem eine neue Bestuhlung und ein neues Dach. Auf der Gegenseite entstand die überdachte Tribüne C und hinter dem Tor die ebenfalls mit einem Dach versehene Tribüne B. Die neuen Ränge werden von einer Stahlkonstruktion mit transparenten Plexiglaselementen gedeckt. Die Bestuhlung ist in den Vereinsfarben Schwarz und Weiß gehalten.
2013 wurde ein Förderprojekt durch den nationalen Fußballverband Slovenský futbalový zväz (SFZ) gestartet. Die slowakische Regierung stellt über zehn Jahre die Summe von 45 Millionen Euro für die Renovierung oder den Neubau von 21 Fußballstadien im Land bereit. Der Anteil für das Štadión Myjava beläuft sich auf eine Million Euro.
Im Januar 2014 gab der nationale Verband SFZ bekannt, dass das Endspiel im Slowakischen Fußballpokal (Slovnaft Cup) im Štadión Myjava ausgetragen wird. Am 1. Mai 2014 trat der MFK Košice gegen den ŠK Slovan Bratislava an und siegte vor 2.647 Zuschauern mit 2:1 Toren.

## Tribünen
Das Stadion bietet den Besuchern 2.709 Plätze, die sich auf vier Ränge an drei Seiten der Anlage verteilen. Der Gästerang liegt am nordwestlichen Ende neben der Haupttribüne. Die Nordseite wird durch einen hohen Zaun von einem dahinter liegenden Trainingsplatz abgeteilt.
- TRIBÚNA „A“ (West): Haupttribüne, 597 Plätze, überdacht (Block A1 und A2)
- TRIBÚNA „B“ (Süd): Hintertortribüne, 823 Plätze, überdacht (Block B1 bis B4)
- TRIBÚNA „C“ (Ost): Gegengerade, 1.139 Plätze, überdacht (Block C1 bis C5)
- TRIBÚNA „D“ (West): Gästetribüne, 150 Plätze, unüberdacht